# Второй Венский арбитраж

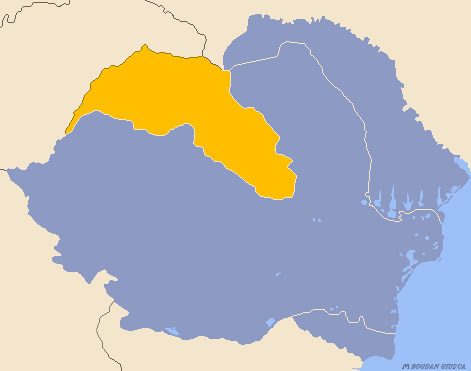
Передел Румынии: северная Трансильвания выделена жёлтым цветом (перешла в состав Венгрии)

Второй Венский арбитраж — политическое решение представителей нацистской Германии и фашистской Италии 30 августа 1940 года, в результате которого Венгрия получила от Румынии Северную Трансильванию.

## Предыстория

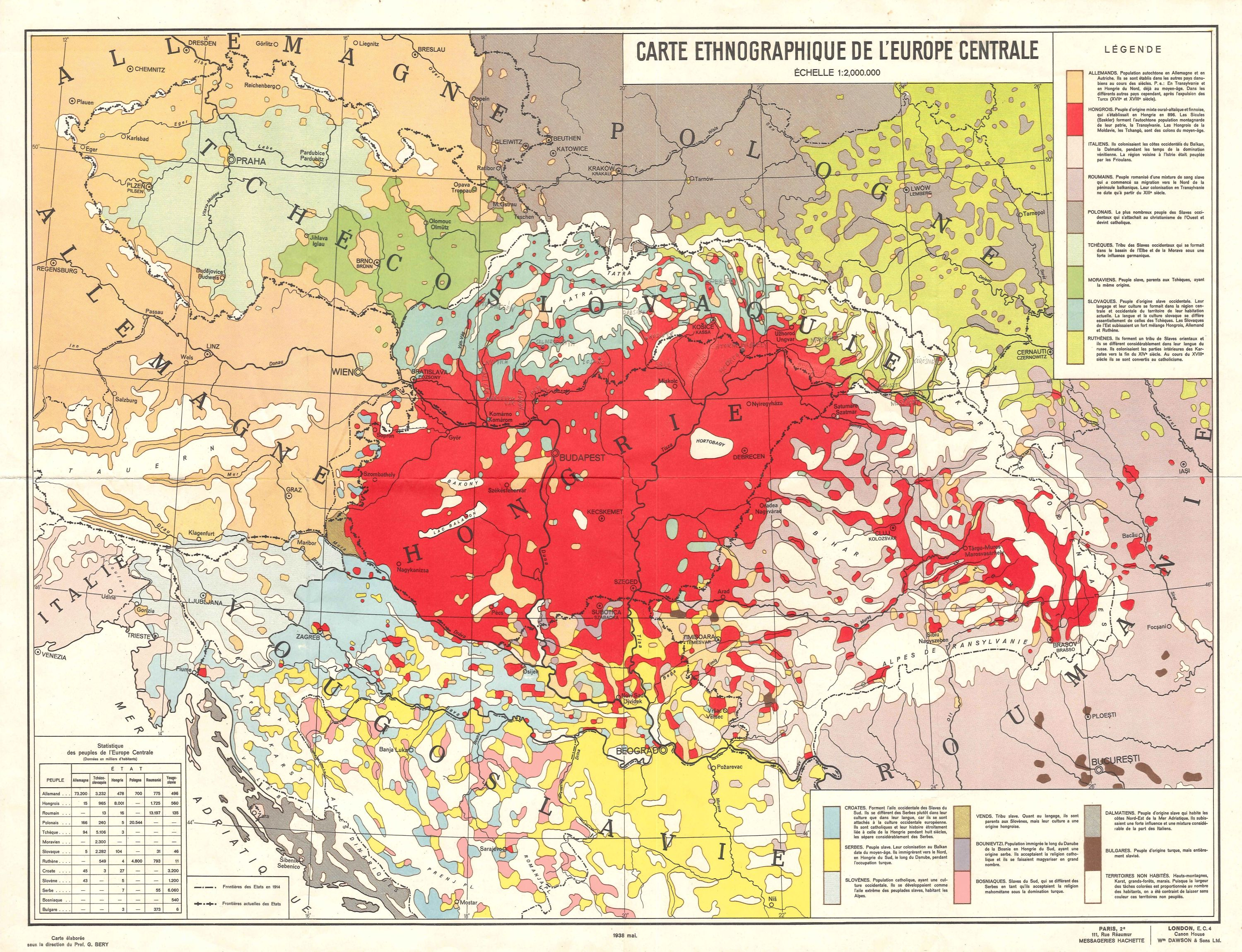
Этнические группы на территории Венгрии, государственные границы до Трианонского договора 1920 года обозначены на карте.
Венгры
Буневцы
Хорваты
Немцы
Сербы
Словаки
Словенцы
Румыны
Русины
Незаселенные регионы (высокие горы, большие леса, болота)

После Первой мировой войны многонациональное Королевство Венгрия было разделено на несколько национальных государств в соответствии с Трианонским договором. Новая мононациональная Венгрия занимала лишь треть территории прежнего королевства, и многие венгры оказались живущими за её границами. Многие исторически важные регионы оказались переданными другим странам, распределение природных ресурсов также оставляло желать лучшего. Поэтому, хотя прежние национальные меньшинства Королевства считали, что Трианонский договор установил справедливость по отношению к исторически угнетаемым национальностям, с точки зрения венгров он был несправедливым и являлся национальным унижением.
Договор и его последствия оказывали господствующее влияние на всю жизнь межвоенной Венгрии. В эти годы правительство Венгрии становилось всё более и более «правым» пока, наконец, премьер-министр Дьюла Гёмбёш не установил тесные связи с фашистской Италией и нацистской Германией. Альянс с нацистской Германией позволил Венгрии вернуть южную Словакию благодаря Первому Венскому арбитражу в 1938, и Карпатскую Украину в 1939. Однако всё это не удовлетворило венгерскую общественность, ибо это была лишь часть территорий, потерянных по Трианонскому договору; наиболее желаемой венграми территорией была Трансильвания.
26 июня 1940 года СССР передал Румынии ультиматум, который был принят. С 27 июня по 3 июля Румыния передала Советскому Союзу Бессарабию и Северную Буковину, захваченные ею после Первой мировой войны. Хотя Румыния и не сильно желала расставаться с территорией, но посчитала это лучшим выходом по сравнению с возможными последствиями конфронтации с СССР. Однако венгерское правительство интерпретировало это так, что румынское правительство более не намеренно настаивать на целостности своей территории как на непременном условии, и решило поднять трансильванский вопрос. Для стран «Оси» мир на Балканах был необходим как по стратегическим, так и по материальным причинам, и потому предложили заинтересованным сторонам решить дело путём прямых переговоров.
Переговоры начались 16 августа 1940 года в Турну-Северине. Венгерская делегация намеревалась получить как можно большую часть Трансильвании, однако румынская делегация не намеревалась отдавать практически ничего, и предложила для рассмотрения лишь крошечный кусочек. Переговоры зашли в тупик, и Румыния обратилась к Германии и Италии с просьбой об арбитраже.
Тем временем румынское правительство удовлетворило обращение итальянского правительства о территориальных уступках в пользу Болгарии. 7 сентября, в соответствии с Крайовским мирным договором, Болгария получила от Румынии южную Добруджу.

## Арбитраж
Арбитраж был произведён 30 августа 1940 года в Бельведерском дворце Вены министрами иностранных дел Германии (Иоахим фон Риббентроп) и Италии (Галеаццо Чиано)
. В результате арбитража Венгрия получила 43 104 км² из числа территорий, уступленных Румынии после Первой мировой войны. Новая граница была гарантирована Германией и Италией.

## Статистика
Размер переданной территории составил 43 104 км².
Румынская перепись населения 1930 года зафиксировала на этой территории 2 393 300 человек. В 1941 году венгерские власти провели новую перепись, которая зафиксировала 2 578 100 человек. Результаты двух переписей приведены в следующей таблице:
| Национальность/ родной язык | Румынская перепись 1930 года | Румынская перепись 1930 года | Венгерская перепись 1941 года | Венгерская перепись 1941 года | Ожидавшиеся румынскими властями к 1940 году цифры |
| Национальность/ родной язык | Национальность               | Родной язык                  | Национальность                | Родной язык                   | Ожидавшиеся румынскими властями к 1940 году цифры |
| --------------------------- | ---------------------------- | ---------------------------- | ----------------------------- | ----------------------------- | ------------------------------------------------- |
| Венгры/венгерский           | 912.500                      | 1.007.200                    | 1.380.500                     | 1.344.000                     | 968.371                                           |
| Румыны/румынский            | 1.176.900                    | 1.165.800                    | 1.029.000                     | 1.068.700                     | 1.304.898                                         |
| Немцы/немецкий              | 68.300                       | 59.700                       | 44.600                        | 47.300                        | неизвестно                                        |
| Евреи/идиш                  | 138.800                      | 99.600                       | 47.400                        | 48.500                        | 200.000                                           |
| Прочие                      | 96.800                       | 61.000                       | 76.600                        | 69.600                        | неизвестно                                        |

Венгерский исследователь демографической ситуации в Трансильвании Арпад Варга так описывает эти данные: «перепись, выполненная в 1930 году, во всех аспектах удовлетворяла международным статистическим критериям. Чтобы установить национальность, переписчик использовал систему сложных критериев, уникальных для своего времени, в которые входили вопросы о гражданстве, национальности, родном языке (то есть языке, на котором говорили в семье) и вероисповедании».
Помимо естественного прироста населения, различия в данных двух переписей отражают и некоторые сложные процессы, такие как миграцию и ассимиляцию евреев и двуязычных жителей. Согласно венгерским данным, к январю 1941 года в Венгрию из южной Трансильвании прибыло 100 тысяч венгерских беженцев. Большинство из них искало спасения на севере, и практически столько же, сколько прибыло из Венгрии на новоприсоединённую территорию, прибыло и в Трианоновскую Венгрию из южной Трансильвании. В результате этих перемещений населения число трансильванских венгров увеличилось почти на 100 тысяч человек. Чтобы «компенсировать» это, большое число румын было вынуждено покинуть северную Трансильванию. Почти 100 тысяч сделало это до февраля 1941 года, как следует из данных неполной регистрации северотрансильванских беженцев, устроенной румынским правительством. Помимо этого, снижение цифр общей численности населения свидетельствует, что ещё порядка 40-50 тысяч румын перебралось из северной Трансильвании в Южную (по различным причинам не пройдя официальной регистрации). Венгерская ассимиляция происходила за счёт снижения числа носителей других языков — таких, как евреев. Для двуязычных румын и венгров типичной была смена языка, указываемого при переписи. С другой стороны, в округах Марамуреш (венг.: Марамарош) и Сату-Маре (венг.: Сатмар) во многих поселениях те, кто ранее писался румынами, теперь объявили себя венграми, хотя не говорили по-венгерски вообще (как не говорили даже в 1910 году).

## После арбитража
Румынии было дано 14 дней на передачу территории Венгрии. Венгерские войска пересекли «трианонские границы» 5 сентября, участие в этом принял и регент Венгрии Миклош Хорти. Процесс реаннексии был завершён 13 сентября. Как ввод венгерских войск, так и вывод румынских не обошёлся без инцидентов, сопровождавшихся порчей имущества и даже гибелью людей.
В целом, венгерское население передаваемой территории приветствовало венгерские войска и рассматривало отделение от Румынии как освобождение; румынское же население рассматривало ситуацию как возвращение под многовековое венгерское владычество. Даже после обмена населением в северной Трансильвании осталось более миллиона румын (порядка половины населения территории), в то время как в южной Трансильвании осталось от 300 до 800 тысяч (цифры варьируются в зависимости от источников) венгров. Таким образом, арбитраж не достиг поставленной цели: отделить венгерское население от румынского и сделать эти две страны более моноэтничными.

## Аннуллирование
23 августа 1944 года, в условиях успешного советского наступления в Молдавской ССР в Румынии произошёл государственный переворот, в результате которого был свергнут диктатор Ион Антонеску и к власти пришли сторонники выхода из войны на стороне Германии, во главе с королём Михаем I. Румыния приняла выдвинутые СССР ещё 12 апреля условия перемирия, в соответствии с которыми СССР соглашался аннулировать все решения Второго Венского арбитража и помочь Румынии в возвращении Трансильвании. 12 сентября перемирие было заключено официально. Окончательно граница между Венгрией и Румынией была установлена решением Парижской мирной конференции 1947 года.